# Першин, Эдуард Геннадьевич
Эдуард Геннадьевич Першин (род. 1 сентября 1977, Нижнекамск, Татарская АССР) — российский хоккеист, нападающий. Мастер спорта России.

## Биография
Начинал играть в Нижнекамске, с 1989 года — в горьковском «Торпедо», в 1992 году перешёл в СДЮШОР «Динамо» Москва. В сезоне 1993/94 дебютировал в открытом чемпионате России за «Динамо-2» Москва. 18 февраля 1995 года провёл первый матч за «Динамо» в МХЛ.
Обладатель Кубка МХЛ (1996). Второй призёр чемпионата МХЛ (1996). Финалист Евролиги (1997).
Участник юниорского чемпионата Европы 1995. На драфте НХЛ 1995 года был выбран в 6-м раунде под общим 134-м номером клубом «Тампа-Бэй Лайтнинг». В 1997—2005 годах играл за клубы ECHL «Чесапик Айсбрейкерс» (1997/98 — 1998/99), Толидо Сторм (1999/2000), «Бирмингем Буллз» (2000/01), «Уилинг Нэйлерз» (2001/02, 2003/04), «Шарлотт Чекерс» (2002/03, 2004/05) и IHL «Кливленд Ламберджекс» (1998/99, 2000/01) и «Детройт Вайперс» (1999/2000).